# 국가도서관역
국가도서관역(중국어: 国家图书馆站)은 베이징 지하철의 역 중 하나로, 중국 베이징시 하이뎬구 중관춘 남대가(中关村南大街) 바이스교(白石桥)에 위치해 있으며, 인근의 중국국가도서관(中国国家图书馆)의 이름을 따서 지어졌다. 2009년 9월 28일에 4호선과 함께 개업하였으며, 2012년 12월 30일에 9호선 승강장이 개업, 2020년 12월 31일에 16호선이 개업하여 세 노선의 환승역이 되었다. 승강장 개업시 쌍섬식 승강장을 채택하였으며, 같은 층의 승강장 내에서 각 노선의 열차를 갈아탈 수 있도록 하여, 베이징 지하철 최초의 "평면 환승" 시스템을 구축하였다. 베이징 지하철에서 이와 비슷한 형태의 역으로 베이징 서역, 주신좡역, 궈궁좡역, 옌춘 동역이 있다.
2023년 1월 18일부터 9호선과 직통 운행하는 팡산선을 포함하면 이 역은 베이징 지하철의 첫 4개 노선 환승역이다.
4호선의 역명이 처음 결정되었을 때, 이 역은 “바이스차오역(白石桥站)”이었으나, “국가도서관역(国家图书馆站)”으로 개명하였다.

## 위치
국가도서관역은 바이스 신교(白石新桥)의 북쪽 방향으로, 4호선과 9호선은 중관춘 남대가(中关村南大街)를 따라 남북 방향으로 배치되어 있다. 16호선의 역은 난창허 북쪽에 동서 방향으로 배치되어 있다.

## 역 구조
4호선과 9호선이 공유하는 구간은 두 노선이 동일한 섬식 승강장에서 평면 환승을 구성하기 위해 쌍섬식 승강장으로 설계되었고 남북 방향으로 배치되어 있으며, 총 너비가 동서로 약 40m, 16호선은 섬식 승강장으로 설계되었고 구간은 동서 방향으로 배치되어 총 길이는 205.6m이다.

### 층별 구조
| 지면                             | 출입구                                                                             | A-F출입구                                                                    |
| 지하 1층 대합실                  | 4, 9호선, 팡산선 대합실                                                            | 발매 서비스, 자동 티켓 판매기, 이카통(一卡通) 카드 충전                      |
| 지하 1층 대합실                  | 16호선 대합실                                                                      | 발매 서비스, 자동 티켓 판매기, 이카통(一卡通) 카드 충전                      |
| 지하 2층 4, 9호선, 팡산선 승강장 | ←                                                                                  | ■ 4호선 안허차오베이 방면(웨이궁춘)                                          |
| 지하 2층 4, 9호선, 팡산선 승강장 | 섬식 승강장, 4호선 열차는 왼쪽 출입문이, 9호선, 팡산선 열차는 오른쪽 출입문이 열림 |                                                                              |
| 지하 2층 4, 9호선, 팡산선 승강장 | ←                                                                                  | ■ 9호선 일반열차 / ■ 팡산선 직통열차 하차 전용 승강장                        |
| 지하 2층 4, 9호선, 팡산선 승강장 | →                                                                                  | ■ 9호선 일반열차 궈궁좡 방면 / ■ 팡산선 직통열차 옌춘 동 방면 (바이스차오난) |
| 지하 2층 4, 9호선, 팡산선 승강장 | 섬식 승강장, 4호선 열차는 왼쪽 출입문이, 9호선, 팡산선 열차는 오른쪽 출입문이 열림 |                                                                              |
| 지하 2층 4, 9호선, 팡산선 승강장 | →                                                                                  | ■ 4호선 톈궁위안 방면 (다싱선) (동물원)                                      |
| 지하 3층 16호선 승강장           | ←                                                                                  | ■ 16호선 베이안허 방면 (완서우쓰)                                            |
| 지하 3층 16호선 승강장           | 섬식 승강장, 왼쪽 출입문이 열림                                                    |                                                                              |
| 지하 3층 16호선 승강장           | →                                                                                  | ■ 16호선 완핑청 방면 (얼리거우)                                              |

### 대합실
4호선, 9호선, 팡산선의 공용 대합실은 지하 1층, 중관춘 남대가(中关村南大街) 아래에 위치한다.
16호선 대합실은 국가도서관 남구 남쪽 지하에 위치하며, 4호선, 9호선 공용 대합실와 같은 층에 위치한다. 2022년 12월 말 유료 구역에 편의점이 추가되었다.

### 승강장
4호선, 9호선, 팡산선이 공유하는 승강장은 쌍섬식 승강장으로 설계되었다. 두 평면 승강장은 중관춘 남대가 지하에 위치한다. 각 승강장 중앙에는 대합실로 연결되는 직선 엘리베이터가 있으며, 9호선 승강장의 북단에 건넘선이 존재함과 동시에 4호선과 9호선을 연결하는 2개의 단일 건넘선이 설치되어 있다.
16호선 승강장은 섬식 승강장으로 국가도서관 남구 남쪽 지하에 위치한다.

### 환승
2012년 12월 30일, 9호선의 베이징 서역 북쪽 구간이 개통하였다. 4호선과 9호선은 같은 방향으로 평면 환승을 실현하였으며, 반대 방향으로 환승하려면 대합실 층으로 올라간 다음 반대 방향 승강장으로 내려가야 한다. 2023년 1월 18일 팡산선 직통열차가 개통된 후, 4호선은 9호선과 동일한 환승 방법을 사용하여 9호선 승강장에 도달한 후 팡산선 열차로 환승할 수 있다.
2020년 12월 31일 개통된 16호선 중간역은 4호선, 9호선 역과 수직으로, 세 노선의 환승 길이는 약 150m, 폭 12m의 환승 통로를 통해 가능하며, 통로 양쪽에 무빙워크가 있고, 4호선 / 9호선 대합실 측면에 7m 길이의 통로 입구가 2개 있다.。

### 장식
4호선, 9호선, 팡산선 역의 장식 색상은 파란색이며 "책(图书)"을 장식 테마로 하여 국가도서관이 위치한 지상 건물을 연상시킨다. 승강장의 파란색 기둥 측면에 있는 수직 패턴은 추상적인 책 페이지를 나타내며 대합실 측면 벽은 꽃으로 장식되어 있다. 화강암 부조 공예품 벽화에는 국립도서관의 보물인 "조성금장《赵城金藏》", "돈황유서《敦煌遗书》", "영락대전《永乐大典》",  "사고전서《四库全书》"가 전시되어 있다(2020년 6월, 16호선 환승 통로 건설로 인하여 이 예술벽은 철거되었다).
16호선 역 에스컬레이터 입구 상인방 벽에는 "만권천장(万卷千张)"이라는 주제의 예술벽, 승강장 에스컬레이터 측벽의 아트 유리는 중국국가도서관 남구 건물을 기반으로 하여 중용《中庸》 내용 중 "널리 배우고, 연구하고, 잘 생각하고, 분명히 분별하고, 진심으로 실천하라"는 문구를 인용하였다. 당나라 현종 시대의 시인 이기(李颀)가 지은 "청안만선취필율가《听安万善吹觱篥歌》"라는 시가 인쇄되어 있다.

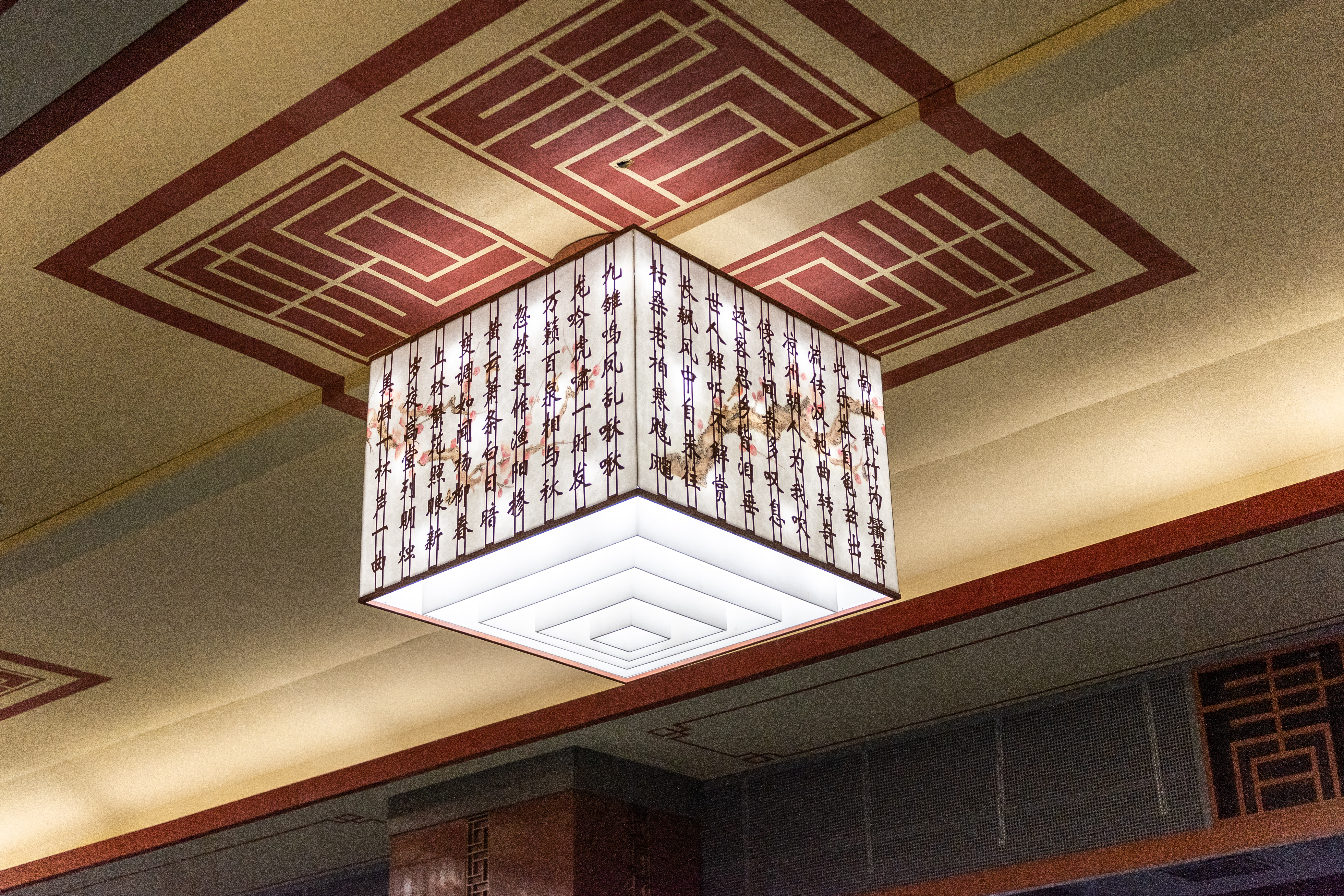
16호선 국립도서관역 샹들리에에 "청안만선취필율가《听安万善吹觱篥歌》"라는 문구가 인쇄되어 있다.

## 출입구
국가도서관역에는 4개의 출구가 있으며, A와 D는 중관춘 남대가 서쪽의 국가도서관 근처에 있으며, D 출구에는 장애인용 엘리베이터와 휠체어 경사로와 같은 접근 가능한 시설이 제공된다. 또한 4호선 동물원역에서 연휴 기간 동안 열차가 무정차할 때, 승객은 국가도서관역에서 내리고 남동쪽 출구(C)를 이용하여 동물원 방향으로 갈 수 있다.
|                                 |                             | |      |             |
|                                 |                             | |      |             |
|                                 |                             | |      |             |
|                                 |                             | |      |             |
| 출구                            | 지시                        | 출구 인근 | 사진 | 무장애 시설 |
| ■ 4호선 ■ 9호선 ■ 팡산선에 연결 |                             | |      |             |
| 出口 · A                        | 중관춘 남대가(中关村南大街) | 중관춘 남대가(中关村南大街) 서측, 국가도서관역 버스 정류장(公交国家图书馆站), 중국국가도서관 북구 / 신관(中国国家图书馆 北区 / 新馆), 베이징 무도학원(北京舞蹈学院), 중국우주기술연구원(中国空间技术研究院]), 베이징시 원림 고건 설계 연구소(北京市园林古建设计研究院), 센저우 빌딩(神舟大厦)                   |      | 빈칸        |
| 出口 · B                        | 중관춘 남대가(中关村南大街) | 중관춘 남대가(中关村南大街) 동측, 국가도서관역 버스 정류장(公交国家图书馆站), 중국기상국(中国气象局), 중외교류 빌딩(中外交流大厦), 수도체육 배드민턴 센터(首体网羽中心), 중국 기상국 초대소(中国气象局招待所), 후베이 빌딩(湖北大厦)                                                                            |      | 빈칸        |
| 出口 · C                        | 중관춘 남대가(中关村南大街) | 중관춘 남대가(中关村南大街) 동측, 텅다 빌딩(腾达大厦), 수도 체육관(首都体育馆), 베이징 석각 예술 박물관(北京石刻艺术博物馆), 국가체육총국 동계스포츠관리센터(国家体育总局冬季运动管理中心), 베이징시 공원 관리 센터(北京市公园管理中心), 베이징 동물원(北京动物园), 베이징 신세기 일항 호텔(北京新世纪日航饭店) |      | 빈칸        |
| 出口 · D                        | 중관춘 남대가(中关村南大街) | 중관춘 남대가(中关村南大街) 서측, 중국국가도서관 남구 / 구관(南区 / 老馆), 지주위안 공원(紫竹院公园), 지주위안 파출소(紫竹院派出所), 지주위안로(紫竹院路), 지주위안 남로(紫竹院南路) |      |             |
| ■ 16호선에 연결                 |                             | |      |             |
| 出口 · E                        | 중관춘 남대가(中关村南大街) | 중관춘 남대가(中关村南大街) 서측, 중국국가도서관(中国国家图书馆), 지주위안 공원(紫竹院公园) |      | 빈칸        |
| 出口 · F                        | 중관춘 남대가(中关村南大街) | 중관춘 남대가(中关村南大街) 서측, 중국국가도서관(中国国家图书馆), 지주위안 공원(紫竹院公园) |      |             |
| 아이콘 설명: 엘리베이터         |                             | |      |             |

## 연계 교통
본 역의 북쪽에는 국가도서관 버스 정류장이 있고, 중관춘 남대가의 동, 서쪽에 2개의 정류장이 있다.

## 인접정차역
| 베이징 지하철 4호선       | 베이징 지하철 4호선    | 베이징 지하철 4호선          |
| ------------------------- | ---------------------- | ---------------------------- |
| 웨이궁춘 안허차오 북 방면 | ■ 베이징 지하철 4호선  | 동물원 톈궁위안(다싱선) 방면 |
| 베이징 지하철 9호선       |                        |                              |
| 시·종착역                 | ■ 베이징 지하철 9호선  | 바이스차오난 궈궁좡 방면     |
| 베이징 지하철 16호선      |                        |                              |
| 완서우쓰 베이안허 방면    | ■ 베이징 지하철 16호선 | 얼리거우 완핑청 방면         |